# Richard Earlom

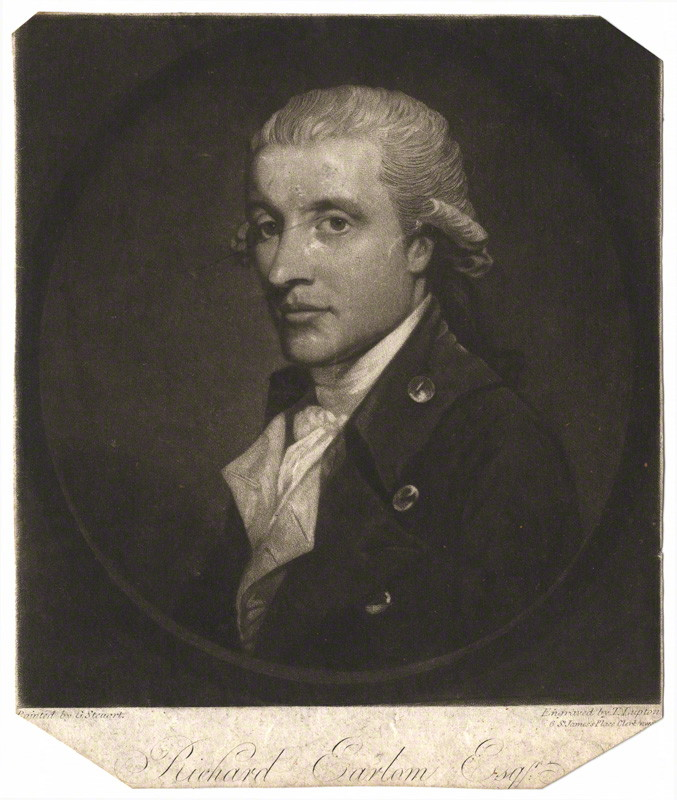
Autoritratto di Richard Earlom

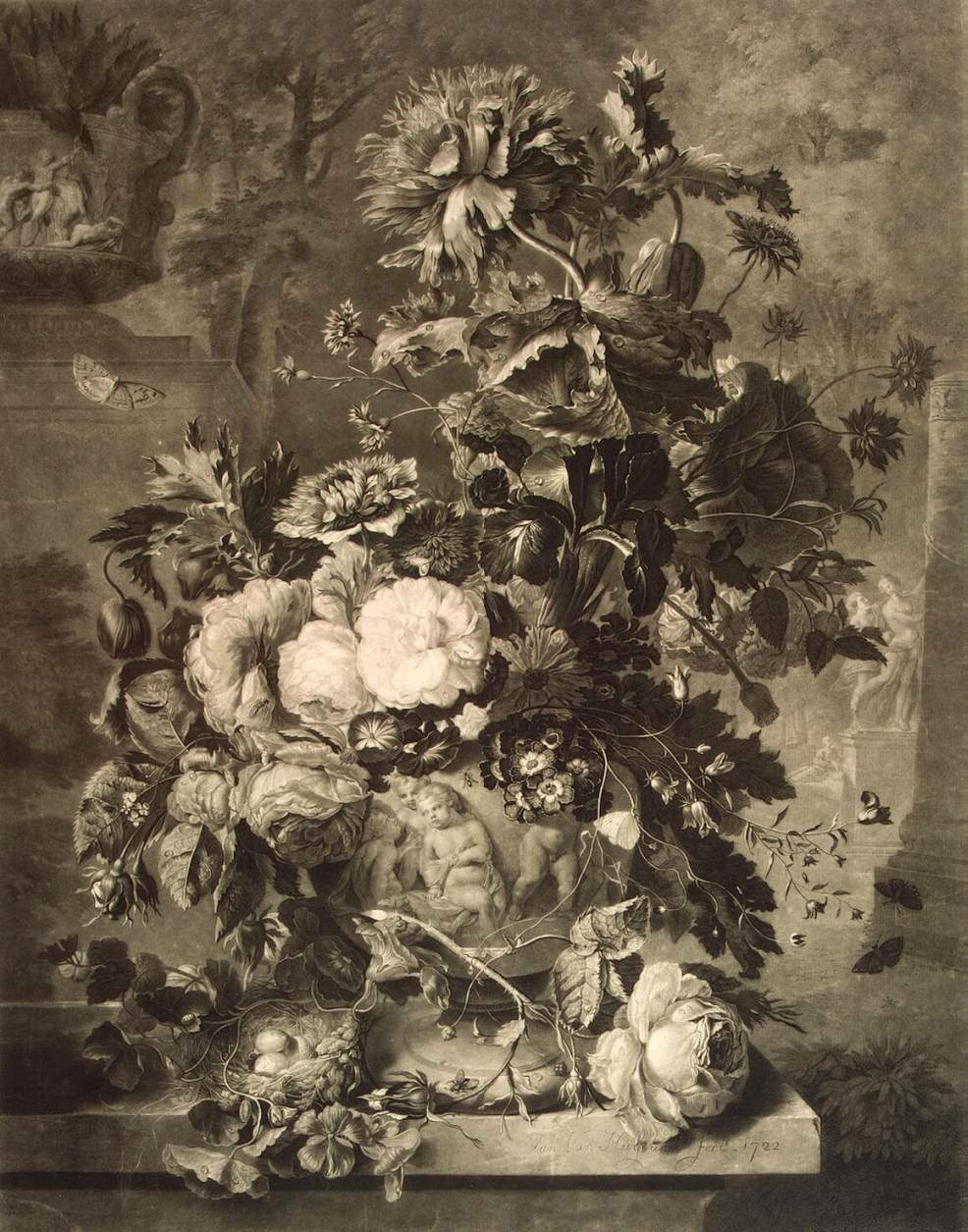
Richard Earlom, Fiori, 1778 (Hermitage)

Richard Earlom (Londra, 14 maggio 1743 – Londra, 9 ottobre 1822) è stato un incisore e pittore inglese.

## Biografia
Era allievo di Giovanni Battista Cipriani, nella cui bottega copiava ad olio dipinti di maestri; ma abbandonò presto la pittura, per dedicarsi interamente all'incisione. La mezzatinta, o maniera nera, gli consentiva una vasta gamma di sfumature.
Nel 1765 John Boydell, che era un esperto incisore ma anche un noto editore di stampe artistiche, gli commissionò una serie di incisioni a mezzatinta che riproducevano dipinti di celebri maestri. Richard Earlom eseguì anche riproduzioni di dipinti con vasi di fiori eseguiti da maestri fiamminghi, in particolare Jan van Os e Jan van Huysum. Tra i soggetti storici, realizzò Agrippina, da Benjamin West, tra le scene di genere, il Mercato di frutta, tratto da Frans Snyders.

### IlLiber Veritatis
La sua notorietà è legata a una collezione di stampe a mezzatinta in color seppia, o ad acquaforte, commissionate da John Boydell, che riproducevano le duecento pagine del quaderno di disegni del pittore francese Claude Gellée, detto le Lorain (1604/05 – 1682). Nel suo Liber Veritatis Lorain tracciava, con un succinto disegno, la memoria dei suoi dipinti, allo scopo di garantirsi e di garantire i committenti da falsificazioni. Questo quaderno, questo Liber Veritatis, apparteneva al duca di Devonshire e, dopo aver subito passaggi di mano e anche uno smembramento, nel 1957 è stato acquisito dal British Museum, dove è attualmente conservato.
Richard Earlom pubblicò fra il 1774 e il 1777 le incisioni tratte dal Liber Veritatis di le Lorain, raccogliendole in due volumi. Un terzo volume fu aggiunto nel 1819. Ogni stampa portava una breve descrizione del soggetto.
Prendendo a modello un disegno di Lorrain, Richard Earlom rifece a mezzatinta un paesaggio bucolico, con asini e mucche che pascolano tra rovine romane abbandonate; sul fondo scorre il Tevere e si vede il Colosseo.
Un'altra stampa, datata 1774, riproduce il disegno del dipinto di Lorrain, oggi al Museo del Prado (commissionato da Filippo IV di Spagna e datato 1639) che ha come soggetto la vicenda di Santa Serapia, martirizzata sotto Adriano. Si vede il colle Aventino, con i resti dell'antico tempio di Giunone Regia. Un'altra stampa - una veduta marina, incisa nel 1774 - ha come soggetto la partenza nel 385 di Santa Paola dal porto di Ostia. Le architetture sullo sfondo sono ispirate al prospetto della villa Medici di Roma. La luce del sole, al centro della composizione, è trattata da Earlom con sorprendente efficacia.

## Note

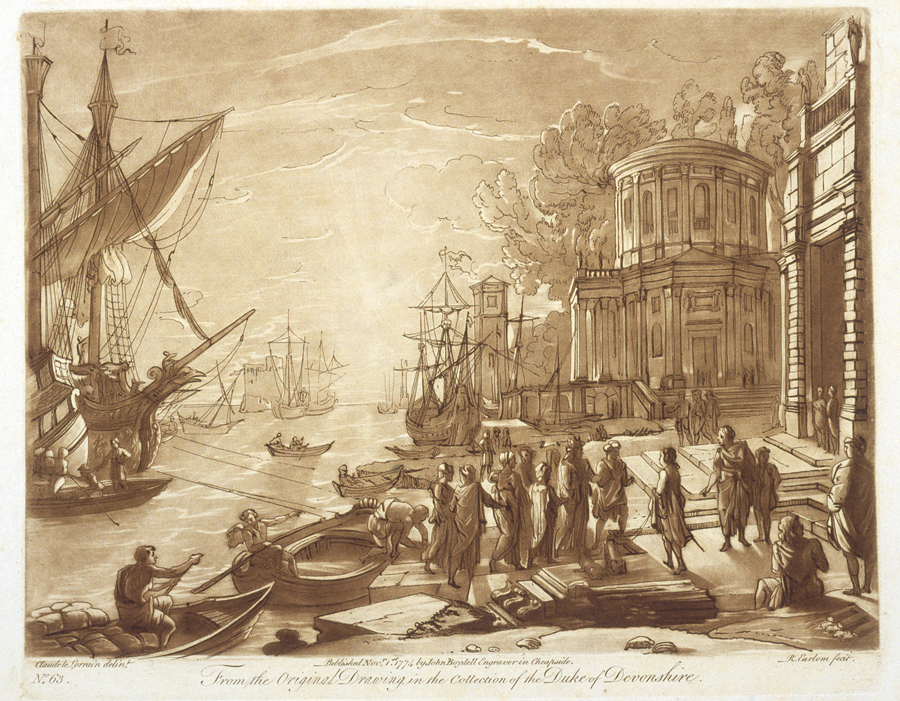
Liber Veritatis, Partenza di santa Paola